# HMS Belfast (fragata Tipo 26)
La HMS Belfast será la tercera fragata Tipo 26 de la Royal Navy. 
Es parte del grupo de las primeras tres fragatas antisubmarinas Tipo 26 construidas por BAE Systems, junto a la HMS Glasgow y HMS Cardiff. Su construcción comenzó en junio de 2021.